# Davenham
Davenham – wieś w Anglii, w hrabstwie ceremonialnym Cheshire, w dystrykcie (unitary authority) Cheshire West and Chester. Leży 26 km na wschód od miasta Chester i 254 km na północny zachód od Londynu. W 2001 miejscowość liczyła 5655 mieszkańców.